# Maik Arnold
Maik Arnold (* 1978 in Karl-Marx-Stadt) ist ein deutscher Professor für Sozialmanagement an der Hochschule Nordhausen.

## Werdegang
Maik Arnold wuchs im ehemaligen Karl-Marx-Stadt (jetzt Chemnitz) auf und legte dort 1996 am Johann-Wolfgang-von-Goethe-Gymnasium das Abitur ab. Er hat anschließend Betriebswirtschaftslehre, Interkulturelle Kommunikation und Evangelische Theologie an der Technischen Universität Chemnitz, University of Strathclyde, Glasgow und am Kirchlichen Fernunterricht der Kirchenprovinz Sachsen, Neudietendorf, studiert. Im Jahr 2009 wurde er im Fach Sozialwissenschaft an der Ruhr-Universität Bochum bei Jürgen Straub mit einer Dissertation zum Thema Das religiöse Selbst in der Mission promoviert, in der er eine interpretative Kulturpsychologie zur Verarbeitung von Erfahrungen von kultureller Fremdheit, Andersheit und Differenz entwickelte. In den Folgejahren war er Postdoc am Oxford Centre for Mission Studies (Vereinigtes Königreich, 2012, 2013), Gastwissenschaftler am Goethe-Institut in Krakau (Polen, 2011), am Kulturwissenschaftlichen Institut Essen (2011) und an der Global Young Faculty (Stiftung Mercator, 2009–2010).
Von 2012 bis 2013 leitete er ein ESF-Projekt zur Entwicklung einer Zusatzqualifikation zur Förderung Interkultureller Kompetenz in Studiengängen an der Berufsakademie Sachsen. Von 2013 bis 2017 leitete er als Geschäftsführer das Zentrum für Forschung, Weiterbildung und Beratung an der Evangelischen Hochschule Dresden (ehs). Von 2017 bis 2024 war er Professor für Sozialmanagement/Sozialwirtschaft an der Fachhochschule Dresden. Von 2017 bis 2019 war er an selbiger Hochschule Prorektor für Studium, Lehre und Weiterbildung und von 2019 bis 2022 Prorektor für Forschung, Innovation und Transfer. In den Jahren 2020 bis 2021 war er Fellow im Fachprogramm Lehren der Alfred Toepfer Stiftung Hamburg. 2022 werde er Fellow der Royal Society of Arts (RSA). Seit 2024 ist er Professor für Sozialmanagement an der Hochschule Nordhausen.
Maik Arnold ist ordinierter Prädikant in der Evangelisch-Lutherischen Landeskirche Sachsen. Er ist ehrenamtlich als Vorstandsmitglied der Internationalen Arbeitsgemeinschaft für Sozialmanagement/Sozialwirtschaft (INAS e. V.) tätig und einer der Sprecher des deutschsprachigen Netzwerks für Scholarship of Teaching and Learning (SoTL). Er ist zertifizierter systemischer Coach (INeKO Institut an der Universität zu Köln) für Change-Management und interkultureller Trainer.

## Arbeitsgebiete
Maik Arnold lehrt und forscht in den interdisziplinären Themen- und Forschungsbereichen Didaktik des Sozialmanagements bzw. Management sozialer Organisationen, digitales Bildungsmanagement, systemisches Coaching, interkulturelle Kommunikation und Kompetenz, Kulturpsychologie, religiöse Identität in der Mission sowie zur Weiterentwicklung der Methodik der qualitativen-empirischen Sozialforschung. Er beschäftigt sich vor diesem Hintergrund u. a. mit der Frage, wie allgemeinbetriebswirtschaftliche Wissen- und Erkenntnisbestände des Leadership und Management in Organisationen der Sozialwirtschaft angewendet bzw. angepasst werden müssen. Dabei wird ein komplementäres Verständnis in der Auseinandersetzung von Sozialer Arbeit mit der Betriebswirtschaftslehre vorausgesetzt. In diesem Zusammenhang spielen auch Fragen der Organisationsentwicklung und Organisationsanalyse, insbesondere im Rahmen digitaler Transformation, eine wichtige Rolle.
Neben einer Auseinandersetzung mit einer fachsensiblen Hochschuldidaktik des Sozialmanagements beschäftigte sich Maik Arnold bisher in verschiedenen geförderten hochschulübergreifenden Forschungs- und Entwicklungsprojekte u. a. mit dem Einsatz von Virtual Reality zur Förderung sozialer und kommunikativer Kompetenzen (u. a. HotelAcademy) und von Game-based Learning bzw. Gamification im berufsschulischen Unterricht. Aktuell stehen u. a. die Entwicklung unternehmerischer Kompetenzen und Social Entrepreneurship in der fächerübergreifenden Hochschullehre im Mittelpunkt aktueller Projekte (z. B. GATE:VET – Using Gamification in Teaching at VET schools und G4C:NGE – Playful Learning in Next Generation Entrepreneurship).
Scholarship of Teaching and Learning (SoTL), dessen Ursprünge sich im internationalen Diskurs u. a. bis in die 1990er Jahre zurückverfolgen lassen, eröffnet nicht nur verschiedene Möglichkeiten, konkrete Situationen des Lernens und Lehrens zum Gegenstand von Forschung zu machen, sondern liefert stets auch wichtige Impulse für den Diskurs über eine Wissenschaftsdidaktik und „Wissenschaft der Hochschuldidaktik“. Dabei wird die These vertreten, dass SoTL als eine Grundhaltung und als ein Motor für die forschungsbasierte Auseinandersetzung mit der eigenen Hochschullehre sowie für deren Weiterentwicklung und Innovation angesehen werden kann.

## Mitgliedschaften
- Internationale Arbeitsgemeinschaft für Sozialmanagement/Sozialwirtschaft (INAS e. V.), Mitglied des Vorstands[7]
- Bundesarbeitsgemeinschaft Sozialmanagement/Sozialwirtschaft, Mitglied
- Deutschsprachiges Netzwerk für Scholarship of Teaching and Learning (SoTL), Sprecher[8]
- Royal Society of Arts (RSA), Fellow

## Schriften (Auswahl)
- Claire O’Reilly, Maik Arnold: Interkulturelle Trainings in Deutschland: Theoretische Grundlagen, Zukunftsperspektiven und eine annotierte Literaturauswahl. IKO-Verlag, Frankfurt a. M., London 2005, ISBN 978-3-88939-772-0 (buecher-nach-isbn.info).
- Maik Arnold: Das religiöse Selbst in der Mission: Eine kulturpsychologische Analyse missionarischen Handelns deutscher Protestanten. In: Schriften zur Kulturwissenschaft. Band, Nr. 86. Dr. Kovač, Hamburg 2010, ISBN 978-3-8300-5056-8 (verlagdrkovac.de).
- Maik Arnold: Kostenrechnung und Kostenmanagement im Verlagswesen: Buchdruckkalkulation, Buchbedarfsschätzung, Buchdisposition, Target Costing im Verlag. 2. Auflage. GUC Verlag, Chemnitz, ISBN 3-934235-28-X (guc-online.de).
- Maik Arnold, Przemysław Łukasik (Hrsg.): Europe and America in the Mirror: Culture, Economy, and History. Nomos, Krakau 2012, ISBN 978-83-7688-091-4.
- Maik Arnold, Dorothy Bonchino-Demmler, Ralf Evers, Marcus Hußmann, Ulf Liedke: Perspektiven diakonischer Profilentwicklung: Ein Arbeitsbuch am Beispiel von Einrichtungen der Diakonie in Sachsen. 1. Auflage. Evangelische Verlagsanstalt, Leipzig, ISBN 978-3-374-05223-3.
- Marlies W. Fröse, Beate Naake, Maik Arnold (Hrsg.): Führung und Organisation: Neue Entwicklungen im Management der Sozial- und Gesundheitswirtschaft. Springer VS Wiesbaden, Wiesbaden 2019, ISBN 978-3-658-24192-6, doi:10.1007/978-3-658-24193-3.
- Armin Wöhrle, Maik Arnold, Paul Brandl, Yvonne Knospe, Frank Unger, Brigitta Zierer: Führung – Leadership. In: Studienkurs Sozialwirtschaft. 1. Auflage. Nomos, Baden-Baden 2022, ISBN 978-3-8487-8511-7, doi:10.5771/9783748933052.
- Maik Arnold: Social Work Leadership and Management: Current Approaches and Concepts for Social and Human Service Organisations. In: SpringerBriefs in Social Work. 1. Auflage. Springer Cham, Cham 2022, ISBN 978-3-03117631-9, doi:10.1007/978-3-031-17632-6.
- Nerea Vöing, Sabine Reisas, Maik Arnold (Hrsg.): Scholarship of Teaching and Learning – Eine forschungsgeleitete Fundierung und Weiterentwicklung hochschul(fach)didaktischen Handelns. 1. Auflage. TH Köln, Köln 2022, urn:nbn:de:hbz:832-cos4-9862.
- Maik Arnold (Hrsg.): Handbook of Applied Teaching and Learning in Social Work Management Education: Theories, Methods, and Practices in Higher Education. 1. Auflage. Springer Cham, Cham 2023, ISBN 978-3-03118037-8, doi:10.1007/978-3-031-18038-5.